# 가비퀸즈
가비퀸즈(Gavy Queens)는 대한민국의 R&B 음악 그룹이다. 가비 프로젝트 2탄인 가비퀸즈는 유미소, 한다연, 판사라로 구성되어 있다.

## 활동
가비퀸즈는 2007년 12월 28일 1집 New Born을 발매하며 데뷔하였다. 타이틀곡 〈두글자〉로 많은 관심을 받았으며, 가비퀸즈는 2008년 1월 싸이월드에서 주최하는 《싸이월드 디지털 뮤직 어워드》에서 1월의 신인으로 선정된다. 이후 1월 7일에는 디지털 싱글 〈눈愛사랑〉을 발표하고 활발하게 활동한다. 같은해 [[5월 26일The B를 결성해 타이틀곡 "B Love"로 활동을 이어간다. 9월 25일 2집 To The Heart를 발매하였으나 별다른 활동은 하지 않았다. 타이틀곡 〈미정〉 뮤직비디오에는 The B 멤버였던 둠밈이 뮤직비디오에 참여하게 된다. 다음 해인 2009년엔 멤버 한다연이 댄스가수로 솔로데뷔를 하게 되었다. 그 이후로 가비퀸즈는 별다른 활동을 하지 않고, 현재 그룹은 중단된 상태이다.

## 음반
- 1집 《New Born》 (2007년 12월 28일 발매)
- 디지털싱글 《눈愛사랑》 (2008년 1월 7일 발매)
- 프로젝트싱글 《H7美人 Sun & Love Project》 (2008년 5월 26일 발매)
- 2집 《To The Heart》 (2008년 9월 25일 발매)
- 프로젝트싱글 《사랑아 떠나라》 (2010년 7월 29일 발매)

## 수상
- 2008년 싸이월드 디지털뮤직어워드 신인상 수상 (1월의 신인)